# Jean-Marie Turpin
Pour les articles homonymes, voir Turpin.
Jean-Marie Turpin, né le 3 août 1942 à Neuilly-sur-Seine, et mort le 14 février 2015 à Landéda, est un écrivain français.

## Biographie
Il est le petit-fils de Louis-Ferdinand Céline et le fils de Colette Destouches.

## Œuvres
- Le Chevalier Céline, l'Âge d'Homme, 1990  (ISBN 2-8251-0118-4)
- Les Méditations du verbe, l'Âge d'homme, 1996  (ISBN 2-8251-0676-3)
- Augustin Morvan ou les images divines des petits garçons de Lannilis, Hallier  (ISBN 978-2862970172)
- La Seconde Église ou Il se présenta à moi, Flammarion  (ISBN 978-2080647573)
- Les Runes, l'Âge d'homme, 2002  (ISBN 978-2825114391)
- SOL ou Jules Lequier, Editions Libres-Hallier, 1978  (ISBN 2-86297-000-X)